# Международная конвенция для защиты всех лиц от насильственных исчезновений
Международная конвенция для защиты всех лиц от насильственных исчезновений — конвенция ООН, принятая в 2006 году. Вступила в силу 23 декабря 2010 года, через 30 дней после того, как число стран-участников достигло 20. Целью конвенции является защита от насильственных исчезновений, которые определяются в статье 2 следующим образом:

арест, задержание, похищение или лишение свободы в любой другой форме представителями государства или же лицами или группами лиц, действующими с разрешения, при поддержке или с согласия государства, при последующем отказе признать факт лишения свободы или сокрытии данных о судьбе или местонахождении исчезнувшего лица, вследствие чего это лицо оставлено без защиты закона
Для контроля над исполнением конвенции должен быть создан комитет в составе десяти экспертов, избираемых на четыре года с возможностью однократного переизбрания. В функции комитета входит:
- рассмотрение докладов, которые страны должны представить в течение двух лет после вступления для них в силу конвенции;
- подача просьб и рекомендаций государствам-участникам по просьбам о розыске и установлении местонахождения исчезнувшего лица;
- рассмотрение сообщений о нарушении Конвенции странами, которые разрешили такие сообщения, сделав декларацию согласно статье 31 (сообщения от частных лиц) или 32 (сообщения от других государств-участников, сделавших аналогичную декларацию);
- посещение государств-участников с их согласия при наличии сведений о совершении государством действий, наносящих серьёзный ущерб положениям Конвенции;
- предоставление ежегодного доклада о своей деятельности;
- доведение вопроса о широкой или систематической практике насильственных исчезновений в каком-либо из государств-участников до сведения Генеральной Ассамблеи.

По состоянию на март 2022 года, конвенцию ратифицировали или к ней присоединились 68 государств.